# Estación de San Bernardo (Metro de Sevilla)

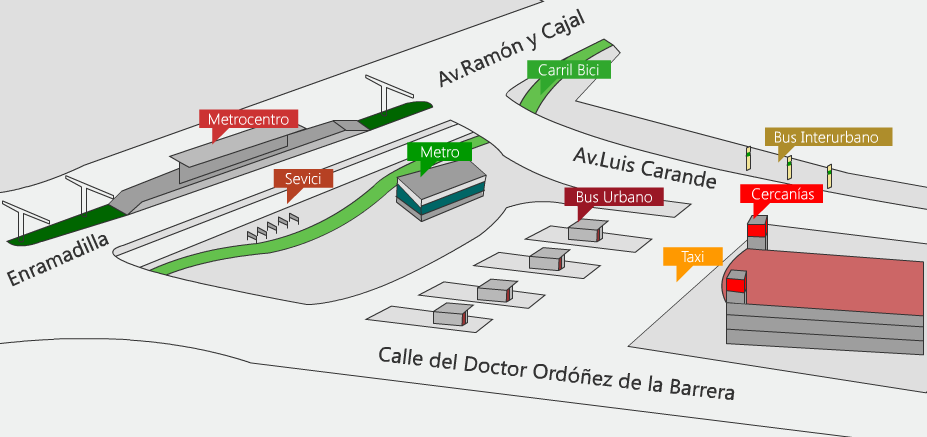
Plano de situación de los diversos modos de transporte de la zona.

Plano de la Línea 1

Plano de la T1 (Metrocentro)

San Bernardo es una estación del Metro de Sevilla. Está situada en el Distrito de Nervión. Forma parte de la línea 1. 
Está céntrica estación dispone de una alta intermodalidad con otros transportes de la ciudad ya que permite conexiones con la estación ferroviaria de homónima, con la línea T1 del tranvía y con la red de autobuses urbanos. 

## La estación
Fue inaugurada el 2 de abril de 2009 dentro del primer tramo abierto de la línea 1 del Metro de Sevilla.
La estación del metro tiene una boca de acceso, en la acera frente al edificio Viapol, junto a la estación de cercanías actual de San Bernardo, y consta de dos vestíbulos diferenciados y de andén central. Su longitud es de 65 m y el ancho de 18,5 m. Comunica directamente con la estación de Cercanías mediante un pasillo subterráneo.
Además, la estación del metro cuenta con ascensores para personas con movilidad reducida, escaleras mecánicas, venta de billetes manual y sistema de evacuación de emergencia.

## Accesos
- Ascensor: C/ Enramadilla. (A la derecha de la boca de metro)
- Ramón Carande, s/n. (Esquina C/ Enramadilla).
- C/ Enramadilla.
- Estación de cercanías: C/ Ramón Carande. (A la izquierda de la boca de metro)

La parada del tranvía que hace correspondencia con la estación se encuentra situada en la calle Enramadilla.

## Líneas y correspondencias

### Servicios de metro
| << cabecera | < estación             | línea | estación > | cabecera >>       |
| ----------- | ---------------------- | ----- | ---------- | ----------------- |
| Ciudad Expo | Prado de San Sebastián |       | Nervión    | Olivar de Quintos |

## Conexiones

### Renfe
La estación dispone de una conexión la estación ferroviaria homónima que ofrece servicios de Media Distancia y cercanías a través de las líneas C-1, C-4 y C-5 de la red de Cercanías Sevilla. Un pasillo subterráneo facilita la conexión entre la estación de tren y la de metro. 

### Tranvía (Metrocentro)
En superficie, junto a la boca de metro, se encuentra una parada de la línea T1 del tranvía de Sevilla, que une Luis de Morales con la Plaza Nueva. Consta de andenes laterales de 42 metros, marquesinas de acero y vidrio, máquinas autoventa e información actualizada a tiempo real para el usuario.
| << cabecera | < parada               | línea | parada >             | cabecera >>     |
| ----------- | ---------------------- | ----- | -------------------- | --------------- |
| Plaza Nueva | Prado de San Sebastián | T1    | San Francisco Javier | Luis de Morales |

### Autobuses urbanos
Diversas líneas de autobuses urbanos propiedad de la empresa TUSSAM tienen parada en la proximidad de la estación. Son las líneas 22, 25, 26, 28, 29, 38 y 52. A estas hay que sumar la circular C-2, la línea B4 y la línea EA que permite dirigirse al aeropuerto de Sevilla.
| N.º de parada | LÍNEA | Trayecto                               | Zona |
| ------------- | ----- | -------------------------------------- | ---- |
|               | 22    | Prado San Sebastian - Sevilla Este     |      |
|               | 25    | Prado San Sebastian - Rochelambert     |      |
|               | 26    | Prado San Sebastian - Cerro del Águila |      |
|               | 28    | Prado San Sebastian - Parque Alcosa    |      |
|               | 29    | Prado San Sebastian - Torreblanca      |      |
|               | 38    | Prado San Sebastián - Pablo de Olavide |      |
| 758           | 52    | San Bernardo - Palmete                 |      |
|               | B4    | San Bernardo - Torreblanca             |      |
|               | C1    | Circular exterior 1                    |      |
|               | C2    | Circular exterior 2                    |      |
|               | EA    | Plaza de Armas - Aeropuerto            |      |
|               | CJ    | San Bernardo - Ciudad de la Justicia   |      |
|               | LE    | Prado S. Sebastián - Torreblanca       |      |
|               | LN    | Prado S. Sebastián - Pino Montano      |      |
|               | A5    | Prado Sa Sebastián - Bami              |      |

### Autobuses interurbanos
Las líneas de autobús interurbano del Consorcio de Transporte Metropolitano del Área de Sevilla son las líneas M-121, M-122, M-123 y M-130.
| LÍNEA | Trayecto                       | Zona |
| ----- | ------------------------------ | ---- |
| M-121 | Alcalá de Guadaira             | C    |
| M-122 | Alcalá de Guadaira             | C    |
| M-123 | Alcalá de Guadaira (Quintillo) | C    |
| M-130 | Montequinto                    | B    |